# 崔載九
崔 載九（チェ・ジェグ、朝鮮語: 최재구、1929年7月13日 - 1998年12月28日）は、大韓民国の大学教授、政治家。第8・9・10・12代大韓民国国会議員。
本貫は全州崔氏。号は青牛（チョンウ、靑牛/청우）。父は元国会議員の崔甲煥、東国大学校教授の崔大錫は長男。

## 経歴
日本統治時代の慶尚南道固城郡に生まれた。東国大学校を卒業後、成均館大学校大学院修了。京畿大学（現・京畿大学校）で教授を務めたほか、東国大学校学生処長・財団理事・同窓会長、建設共済組合理事長、大韓建設協会理事長、民主共和党中央党党紀委員・慶南第4地区党委員長、全国仏教信徒会副会長、大韓体育会副会長、第21回世界オリンピック大会韓国代表選手団長、共和仏道会会長、国民党副総裁、新韓国党常任顧問、韓国産業銀行理事長を務めた。1971年の第8代総選挙では民主共和党の公認で立候補して当選し、その後も3度国会議員を歴任し、国会経済科学委員長を務めた。
1998年12月28日、持病により三星ソウル病院にて死去した。享年69。